# Agencia Mauritana de Información
La Agencia Mauritana de Información (AMI) (en francés: Agence Mauritanienn d'Information) es una agencia de noticias de Mauritania de propiedad pública, cuya sede central se encuentra en la Avenida Bourguiba de Nuakchot.
La agencia fue creada el 25 de mayo de 2006 mediante un decreto gubernamental como institución pública de carácter administrativo integrada en el Ministerio de Comunicaciones, sustiyendo a las desaparecidas Agence Mauritanienne de Presse y la Société Nationale de Presse et d’Edition. La agencia está presente en todas las regiones del país a través de oficinas y corresponsales y tiene acceso permanente  y preferente a las agencias más importantes como Reuters y AFP.
Mantiene una plantilla de 79 periodistas, corresponsales en algunos países y edita dos periódicos: Horizons, en francés y Chaab en árabe.